# November 28.
November 28. az év 332. (szökőévben 333.) napja a Gergely-naptár szerint. Az évből még 33 nap van hátra.
Névnapok: Stefánia + Dezdemóna, Jakab, Jákó, Jákob, Jakus, Stefi, Szókratész, Terensz, Terestyén, Trisztán

## Események
- 1520 – Fernão de Magalhães portugál hajós elsőként éri el a Csendes-óceánt, áthajózva az azóta róla elnevezett tengerszoroson (Dél-Amerikát megkerülve).
- 1660 – a londoni Gresham College-ban 12 tudós, többek között Christopher Wren, Robert Boyle, John Wilkins, és Sir Robert Moray megalapította a természettudományok művelésére a Royal Society-t.
- 1704 – II. Rákóczi Ferenc megkezdi Lipótvár ostromát.
- 1708 – A Rákóczi fejedelem által összehívott országgyűlés megkezdi tanácskozásait Sárospatakon.
- 1805 – Az országgyűlés kiharcolja a közigazgatásban a magyar nyelv használatának jogát.
- 1821 – Panama kikiáltja függetlenségét Spanyolországtól.
- 1887 – Megnyílik Budapest első villamosvonala a Nyugati pályaudvar és a Király utca között, ezzel Magyarországon is megjelenik a villamosított közúti vasút.
- 1912 – Albánia függetlenné válik az Oszmán Birodalomtól.
- 1924 – A Ruhr-vidéket elhagyják az utolsó megszálló francia és belga csapatok is.
- 1943 – Teheránban találkozik Franklin D. Roosevelt, Winston Churchill és Joszif Sztálin.
- 1960 – Mauritánia deklarálja függetlenségét Franciaországtól.
- 1964 – A Mariner–4 elindul a floridai Cape Canaveral Air Force Stationból a Mars felé.
- 1966 – Először küld Magyarország és az Amerikai Egyesült Államok nagyköveteket a másik országába.
- 1980 – Megjelenik a Bibó-emlékkönyv, melyet Bibó István 1945–1948 között írt meg.
- 1981 – Felavatják a Fórum Hotelt Budapesten.
- 1989 – Nadia Comăneci román tornásznő megérkezik az Amerikai Egyesült Államokba.
- 1989 – Németország kancellárja, Helmut Kohl előterjeszti javaslatát a két német állam újraegyesítésére.
- 1990 – Margaret Thatcher lemond az angol miniszterelnöki posztról.
- 1991 – Dél-Oszétia függetlenné válik Grúziától
- 1992 – Az anglikán egyház történetében először avatnak nőket pappá.
- 1992 – Tatabányán Göncz Árpád köztársasági elnök felavatja a felújított bánhidai Turul-emlékművet.
- 1994 – Norvégia lakossága, népszavazás keretében, nemet mond az Európai Uniós tagságra.
- 1995 – Párizsban aláírják azt a tagfelvételi megállapodást, mely szerint Csehország 26.-ként csatlakozik a Gazdasági Együttműködési és Fejlesztési Szervezethez.
- 2001 – Magyarország a tagjelöltek közül elsőként ideiglenesen lezárja a bel- és igazságügyi együttműködésre vonatkozó joganyag-fejezetet.
- 2002 – Az Európai Unió 6 tagjelöltje, köztük Magyarország is aláírja Brüsszelben azt az egyetértési nyilatkozatot, amellyel ezek az országok az unió polgári védelmi együttműködési rendszeréhez csatlakoztak.
- 2004 – Az ukrajnai választások második fordulójában Viktor Juscsenko diadalmaskodott.
- 2016 - Lezuhan a Chapecoense nevű brazil futballcsapat repülőgépe.

## Születések
- 1628 – John Bunyan, angol vallási író († 1688)
- 1632 – Jean-Baptiste Lully (Giovanni Battista Lulli) firenzei-francia zeneszerző († 1687)
- 1726 – Andrija Blašković horvát jezsuita rendi tanár († 1797)
- 1757 – William Blake angol költő, festő, grafikus († 1827)
- 1804 – Csécsi Nagy Imre magyar református tanár, orvos, az MTA levelező tagja († 1847)
- 1811 – II. Miksa bajor király († 1864)
- 1820 – Friedrich Engels német filozófus, a Kommunista kiáltvány társszerzője († 1895)
- 1829 – Anton Grigorjevics Rubinstejn (Anton Grigorjevics Rubinstein) orosz zongoraművész, zeneszerző, karmester († 1894)
- 1834 – Étienne Laspeyres német közgazdász, statisztikus († 1913)
- 1849 – Gozsdu Elek (Emanuel Gojdu) magyar író, ügyvéd, királyi főügyész († 1919)
- 1857 – XII. Alfonz spanyol király († 1885)
- 1881 – Stefan Zweig osztrák író, költő († 1942)
- 1887 – Ernst Röhm német katona, politikus, a Sturmabteilung (SA) alapítója († 1934)
- 1901 – Kurzmayer Károly osztrák operatőr, rendező († 1972)
- 1902 – Kozma László villamosmérnök, az MTA tagja, a 20. századi távközlés- és számítástechnika kiemelkedő tudósa († 1983)
- 1902 – Neményi Lili magyar színésznő, opera-énekesnő († 1988)
- 1907 – Alberto Moravia olasz író († 1990)
- 1912 – Dudley Folland brit autóversenyző († 1979)
- 1915 – Konsztantyin Mihajlovics Szimonov orosz író, költő († 1979)
- 1920 – Somlyó György Kossuth- és József Attila-díjas magyar költő, író, műfordító, kritikus, a Magyar Költészet Napjának kezdeményezője († 2006)
- 1920 – Bajka Pál magyar színész († 2010)
- 1925 – Bozsik József magyar válogatott labdarúgó, az Aranycsapat tagja († 1978)
- 1925 – Gloria Grahame Oscar-díjas amerikai színésznő († 1981)
- 1931 – Heltai András Aranytoll díjas magyar újságíró
- 1933 – Sára Sándor Kossuth-díjas magyar filmrendező, operatőr, a Duna TV elnöke († 2019)
- 1940 – Kalocsai Henrik távol- és hármasugró atléta († 2012)
- 1941 – Hornok László magyar kertészmérnök, egyetemi oktató († 1991)
- 1944 – Komár László magyar énekes († 2012)
- 1945 – John Hargreaves ausztrál színész († 1996)
- 1946 – Szepes András egyetemi oktató, a Fejér Megyei Mérnöki Kamara alapító elnöke
- 1948 – Tamás Gáspár Miklós magyar filozófus, politikus, közíró († 2023)
- 1950 – Ed Harris amerikai színész
- 1953 – Salinger Gábor magyar színész
- 1962 – Jon Stewart amerikai humorista
- 1966 – Murányi Tünde magyar színésznő
- 1967 – Anna Nicole Smith (er. Vickie Lynn Marshall) amerikai szexszimbólium, modell és színésznő († 2007)
- 1971 – Barna T. Attila költő, kritikus, újságíró
- 1973 – Rob Smedley versenymérnök
- 1976 – Bárándy Gergely ügyvéd, politikus, Bárándy Péter volt igazságügy-miniszter fia
- 1976 – Ryan Kwanten ausztrál színész
- 1982 – Németh Ádám magyar labdarúgó játékvezető
- 1983 – Magyar Tímea magyar színésznő
- 1985 – Andreas Aren svéd síugró
- 1985 – Rúzsa Magdolna Máté Péter-díjas magyar énekesnő
- 1986 – Benjamin Angoua Bory elefántcsontparti labdarúgó
- 1992 – Adam Hicks amerikai színész

## Halálozások
- 0741 – III. Gergely pápa (* ?)
- 1530 – Thomas Wolsey, bíboros, Anglia Lordkancellárja (* 1473)
- 1566 – Batthyány Ferenc egykori horvát bán (* 1497)
- 1680 – Giovanni Lorenzo Bernini olasz szobrász és festőművész (* 1598)
- 1801 – Déodat Gratet de Dolomieu francia geológus, a dolomit kőzet és az olasz Dolomitok (hegység) névadója (* 1750)
- 1865 – Brzezina Frigyes magyar városbíró (* 1802)
- 1870 – Frédéric Bazille francia impresszionista festőművész (* 1841)
- 1882 – Barlanghy Adorján Vince magyar premontrei rendi kanonok és főgimnáziumi tanár (* 1841)
- 1888 – Bihari Péter magyar bölcsészdoktor, református főiskolai tanár (* 1840)
- 1907 – Stanisław Wyspiański, lengyel festő, grafikus, költő és drámaíró (* 1869)
- 1939 – James Naismith amerikai tanár, a kosárlabda játék megalapítója (* 1861)
- 1945 – Dwight Davis amerikai politikus, a Davis-kupa megalapítója (* 1879)
- 1948 – Wein Margit (Ábrányi Emilné) magyar szoprán énekesnő (* 1861)
- 1954 – Enrico Fermi Nobel-díjas olasz atomfizikus (* 1901)
- 1956 – Gundel Károly Gundel János fia, magyar vendéglős, gasztronómiai szakíró (* 1883)
- 1963 – Lee Wallard (Lelard Wallard) amerikai autóversenyző (* 1911)
- 1968 – Enid Blyton angol írónő (* 1897)
- 1975 – Horváth Béla magyar költő, műfordító, szerkesztő, újságíró (* 1908)
- 1982 – Földes Péter magyar vegyészmérnök, egyetemi tanár, az MTA tagja (* 1930)
- 1987 – Arma Paul (er. neve Weisshaus Imre), magyar származású francia zeneszerző, zongoraművész, zene-etnológus (* 1905)
- 1990 – Ács Rózsi magyar színésznő (* 1908)
- 1990 – Chico Godia-Sales (Francesco Godia-Sales) spanyol autóversenyző (* 1921)
- 1992 – Frank Armi amerikai autóversenyző (* 1918)
- 1992 – Earl Motter amerikai autóversenyző (* 1919)
- 1993 – Joe Kelly (Joseph Kelly) ír autóversenyző (* 1913)
- 1993 – Kenneth Connor angol színész Folytassa… sorozat) (* 1918)
- 1994 – Jeffrey Dahmer amerikai sorozatgyilkos (* 1960)
- 2001 – Gleb Jevgenyjevics Lozino-Lozinszkij orosz nemzetiségű szovjet mérnök, repülőgép-tervező (* 1909)
- 2001 – Igor Jakovlevics Sztyecskin szovjet fegyvertervező (* 1922)
- 2004 – Bubik István Jászai Mari-díjas magyar színész, érdemes művész (* 1958)
- 2010 – Leslie Nielsen amerikai színész (* 1926)
- 2012 – Kulcsár Imre Déryné- és Aase-díjas magyar színész, a Miskolci Nemzeti Színház örökös tagja (* 1934)
- 2012 – Márk Gergely kertészmérnök, gyógynövény- és rózsanemesítő (* 1923)
- 2014 – Kapolyi László magyar közgazdász, üzletember, miniszter, politikus (* 1932)
- 2017 – Zdeněk Šreiner olimpiai bajnok csehszlovák válogatott cseh labdarúgó, középpályás (* 1954)
- 2020 – David Prowse angol színész (* 1935)
- 2023 – Bajomi Nagy György Jászai Mari-díjas magyar színész (* 1966)
- 2024 – Silvia Pinal mexikói színésznő (* 1931)

## Nemzeti ünnepek, emléknapok, világnapok
- Mauritániai Iszlám Köztársaság: A Függetlenség napja (1960)
- Albán Köztársaság: A Függetlenség kikiáltása.
- Panama: A Függetlenség napja
- Csád: a Köztársaság napja